# 77-ма піхотна дивізія (Третій Рейх)
77-ма піхотна дивізія (Третій Рейх) (нім. 77. Infanterie-Division) — піхотна дивізія Вермахту за часів Другої світової війни.

## Історія
77-ма піхотна дивізія була створена 15 січня 1944 у Франції в ході 25-ї хвилі мобілізації на основі штабу 355-ї піхотної дивізії та особового складу розформованої 364-ї піхотної дивізії.

## Райони бойових дій
- Франція (січень — серпень 1944).

## Командування

### Командири
- генерал-лейтенант Вальтер Поппе (нім. Walter Poppe) (1 лютого — 25 квітня 1944);
- оберст резерву Рудольф Бахерер (нім. Rudolf Bacherer) (25 квітня — 1 травня 1944);
- генерал-лейтенант Рудольф Штегманн (нім. Rudolf Stegmann) (1 травня — 18 червня 1944), ЗВБ;
- оберст резерву Рудольф Бахерер (18 червня — серпень 1944).

## Нагороджені дивізії
Нагороджені дивізії
|  | Кавалери Золотого Німецького Хреста                           | 3                                                     |
|  | Кавалери Лицарського хреста Залізного хреста з Дубовим листям | 1 (№ 550 оберст резерву Рудольф Бахерер — 11.08.1944) |
|  | Кавалери Лицарського хреста Залізного хреста                  | 4                                                     |